# La Vergenne
La Vergenne és un municipi francès situat al departament de l'Alt Saona i a la regió de Borgonya - Franc Comtat. L'any 2007 tenia 107 habitants.

## Demografia

### Població
El 2007 la població de fet de La Vergenne era de 107 persones. Hi havia 44 famílies, de les quals 4 eren unipersonals (4 dones vivint soles i 4 dones vivint soles), 20 parelles sense fills, 16 parelles amb fills i 4 famílies monoparentals amb fills.
La població ha evolucionat segons el següent gràfic:
Habitants censats

### Habitatges
El 2007 hi havia 47 habitatges, 42 eren l'habitatge principal de la família, 4 eren segones residències i 1 estava desocupat. 45 eren cases i 2 eren apartaments. Dels 42 habitatges principals, 40 estaven ocupats pels seus propietaris i 2 estaven llogats i ocupats pels llogaters; 8 tenien tres cambres, 11 en tenien quatre i 24 en tenien cinc o més. 34 habitatges disposaven pel capbaix d'una plaça de pàrquing. A 18 habitatges hi havia un automòbil i a 21 n'hi havia dos o més.

### Piràmide de població
La piràmide de població per edats i sexe el 2009 era:
| Homes | Edats   | Dones |
| ----- | ------- | ----- |
| 0     | 95 o +  | 0     |
| 0     | 90 a 94 | 0     |
| 0     | 85 a 89 | 0     |
| 0     | 80 a 84 | 8     |
| 4     | 75 a 79 | 0     |
| 4     | 70 a 74 | 4     |
| 0     | 65 a 69 | 8     |
| 0     | 60 a 64 | 0     |
| 4     | 55 a 59 | 0     |
| 0     | 50 a 54 | 0     |
| 4     | 45 a 49 | 0     |
| 4     | 40 a 44 | 4     |
| 4     | 35 a 39 | 4     |
| 0     | 30 a 34 | 0     |
| 0     | 25 a 29 | 0     |
| 4     | 20 a 24 | 0     |
| 4     | 15 a 19 | 0     |
| 0     | 10 a 14 | 8     |
| 0     | 5 a 9   | 0     |
| 0     | 0 a 4   | 0     |

## Economia
El 2007 la població en edat de treballar era de 77 persones, 52 eren actives i 25 eren inactives. De les 52 persones actives 47 estaven ocupades (27 homes i 20 dones) i 5 estaven aturades (2 homes i 3 dones). De les 25 persones inactives 11 estaven jubilades, 4 estaven estudiant i 10 estaven classificades com a «altres inactius».
Activitats econòmiques
Dels 2 establiments que hi havia el 2007, 1 era d'una empresa de fabricació d'altres productes industrials i 1 d'una empresa immobiliària.

## Poblacions més properes
El següent diagrama mostra les poblacions més properes.